# Roza Dimowa
Roza Dimowa, bułg. Роза Димова (ur. 18 kwietnia 1936 w Stanke Dimitrow, zm. 31 stycznia 2012) – bułgarska biegaczka narciarska, trzykrotna uczestniczka zimowych igrzysk olimpijskich.
Jej debiutem olimpijskim był występ na igrzyskach w Squaw Valley w 1960 roku. Wzięła wówczas udział w jednej konkurencji w biegach narciarskich – w biegu na 10 km techniką klasyczną i zajęła w nim 22. miejsce, wyprzedzając Węgierkę Magdolnę Barthę. Cztery lata później, na igrzyskach w Innsbrucku, wystąpiła w dwóch konkurencjach biegowych. W biegu na 10 km uplasowała się na 22. miejscu, a w sztafecie zajęła piąte miejsce, wspólnie z Krystaną Stoewą i Nadeżdą Wasilewą. Był to wówczas najlepszy występ w historii bułgarskich startów w zimowych igrzyskach olimpijskich i pierwsza pozycja punktowana. Dimowa wystąpiła także podczas kolejnych zimowych igrzysk, w 1968 roku w Grenoble. Zajęła 33. miejsce w biegu na 5 km i 29. w biegu na 10 km.
Jej siostrą była Marija Dimowa – biegaczka narciarska, olimpijka z Cortina d’Ampezzo.